# Castillo de Visiedo
El castillo de Visiedo es un castillo-refugio que data del siglo XIV situado en la localidad turolense de Visiedo (España). Se trata de una propiedad particular que se usa como establo.
Se trata de un recinto cuadrado de unos 35 metros de lado situado en llano en ruina progresiva, con torres cuadradas en las esquinas, al que se han adosado edificaciones. De las cuatro torres, una está casi destruida, dos en mal estado y solo queda una en buen estado, de 5 metros de lado y cuatro cuerpos con saeteras. Tiene la puerta de entrada en el lado este. Los muros, de más de un metro de grosor, están hechos de mampostería y tapial, y cuentan con saeteras, aunque no se conservan las almenas. Fue construido en 1357 para refugiar a la población a causa de la Guerra de los Dos Pedros tras un saqueo sufrido por la población. El coste de su construcción es probable que lo asumiera la comunidad de Aldeas de Teruel. Los castellanos lo tomaron en 1363, y es probable que fuese abandonado posteriormente.
Fue declarada Bien de Interés Cultural del Patrimonio Cultural Aragonés, según la disposición adicional segunda de la Ley 3/1999, de 10 de marzo. La publicación del listado de bienes fue realizada el 22 de mayo de 2006.